# Feld am See
Feld am See je naselje v Občini Feld am See v Okraju Beljak-dežela na Koroškem v Avstriji.